# Ustedes los ricos
Ustedes los ricos es una película de drama mexicana de 1948 dirigida por Ismael Rodríguez Ruelas y protagonizada por Pedro Infante, Evita Muñoz «Chachita» y Blanca Estela Pavón. Ésta es la segunda parte de una trilogía de películas centradas en el personaje de Pepe "El Toro", que comenzó con Nosotros los pobres (1948) y finalizó con Pepe El Toro (1953). En esta película aparece un nuevo personaje: "El Ata" (Freddy Fernández "El Pichi"), llamado así por atarantado y quien cinematográficamente se convierte en la pareja sentimental de Chachita, al declararle su amor.
Rodríguez dirigió las tres películas junto a Infante y Muñoz, mientras que Blanca Estela Pavón solo apareció en las dos primeras, aunque fallecería en un accidente aéreo el 26 de septiembre de 1949.

## Trama
Pepe el Toro, un carpintero pobre, casi es atropellado. Comienza una pelea con un pasajero que resulta ser Manuel de la Colina y Bárcega, el verdadero padre de su hija adoptiva, Chachita. Se revela que él y su madre, Doña Charito, van al barrio de Pepe para hablar con ella y ofrecerle una vida mejor, sacándola de la pobreza. Sin embargo, ella está indecisa mientras se hace amiga de un niño tonto pero leal llamado El Pichi, y no soporta la crítica de su nueva familia hacia su actual familia pobre.
Pepe comienza a distanciarse de su familia a medida que tiene que realizar algunos trabajos de medio tiempo y encuentra a un viejo amigo de la cárcel, que comienza a acercarse a él sin saber que también es compañero de Ledo El Tuerto, un delincuente que perdió un ojo peleando con Pepe anteriormente y que busca venganza.
Esto provoca que Chachita deje a su familia y se una a la de su padre biológico, pero decide regresar a casa para sorpresa de su familia al sentirse fuera de lugar. Mientras tanto, El Camello, un jorobado vendedor de lotería, se entera de que Lido está libre, pero sus secuaces lo descubren y lo arrojan a las vías del tranvía justo cuando este pasa, perdiendo las piernas en el proceso. Pepe y sus amigos logran encontrarlo, pero está demasiado débil para decir nada antes de morir.
Los alrededores llevan a El Camello a enterrar, pero mientras esto sucede, se suceden más tragedias, ya que Lido y su pandilla incendian la Carpintería de Pepe, donde Chachita y El Torito, hijo de Pepe y Delia, se encuentran dentro. Manuel está allí para hablar con Chachita y logra salvarla, pero muere en el intento. El Torito muere horriblemente quemado, a pesar de los esfuerzos de su padre por salvarlo.
Días después, Chachita va a casa de su abuela y la encuentra sola, pues descubrió que nadie quería realmente a Manuel y que habían ido a por su dinero, perdiendo también a su mayordomo en el proceso. Pero Chachita no está allí para consolarla, sino para pedirle ayuda, mientras que Pepe, desconsolado por el destino de Torito, se pasa día y noche llorando sobre su cuerpo recordando los buenos momentos con él. Finalmente, Delia lo convence de que le deje a su hijo para poder llorar con él.
Justo en ese momento, su amigo de la cárcel revela que Lido estaba detrás del incendio y lo guía a una trampa en la azotea del edificio de la Compañía de Energía, donde Pepe tiene que enfrentarse a Lido y sus secuaces. Lido intenta dispararle, pero solo le da en la oreja. La pelea a puñetazos se vuelve contra Pepe, pero logra empujar a uno de los secuaces a una sala de alto voltaje, matándolo. Lido y su compañero lo acorralan al borde del tejado, colgando de una mano, pero Pepe logra tirar de ambos y los hace caer al vacío.
Tiempo después se realiza una fiesta en donde Pepe y La Chorreada celebran el nacimiento de su hijo junto a los vecinos, entonces Doña Charito se une a la fiesta y quiere vivir con ellos para aprender más acerca de que el amor es más importante que el dinero.

## Reparto

### Actores (créditos)
Los pobres
- Pedro Infante … Pepe "El Toro" (carpintero, socio y administrador de la Cooperativa)
- Evita Muñoz … Chachita (sobrina de Pepe, hija de Yolanda y Manuel de La Colina)
- Blanca Estela Pavón … Celia "La Romántica" (La Chorreada, esposa de Pepe)
- Fernando Soto "Mantequilla" … Antonio Feliciano de la Rosa "El Bracero" (socio de la cooperativa de Pepe)
- Pedro de Urdimalas … "Topillos" (pareja de la Tostada, miembro de la Cooperativa y amigo de Pepe)
- Ricardo Camacho … "Planillas" (pareja de la Guayaba, miembro de la Cooperativa y amigo de Pepe)
- Delia Magaña … "La Tostada" (pareja del Topillos)
- Amelia Wilhelmy … "La Guayaba" (pareja del Planillas)
- Freddy Fernández "El Pichi" … "El Atarantado" (novio de "Chachita")
- Jaime Jiménez Pons - "El Güíjolo"
- Jorge Arriaga - Ledo "El Tuerto"
- Jesús García - "El Camellito" (Billetero y miembro de la Cooperativa)

Los ricos
- Nelly Montiel - Andrea "La Ambiciosa" (esposa de Manuel)
- Miguel Manzano - Manuel de la Colina y Bárcena "El Mujeriego" (papá de "Chachita")
- Mimí Derba - Doña Charito "La Millonaria" (mamá de Manuel)
- Juan Pulido … Archibaldo "El cínico" (hermano de Doña Charito)

### Actores (extras)
- Víctor Mares – Policía
- Emilio Girón Fernández de Jáuregui  … “El Torito Jr.” (hijo de Pepe y Celia)

- Ismael Rodríguez … (primer transeúnte que zapea al "Ata")
- Humberto Rodríguez … (mayordomo)
- Socorro Avelar .... dependienta de la tienda (hermana del "Güíjolo")
- José Muñoz .... (hermano de Ledo "El Tuerto")
- Hernán Vera … (presentador del salón bar Nereidas)
- Emma Rodríguez ... (vecina que reconoce el cuerpo de Don Manuel)
- Leonor Gómez .... (vecina que detiene a Celia por salud)
- María Valdealde … (mamá de Andrea "La Ambiciosa")